# Moviment de Seglars Claretians
El Moviment de Seglars Claretians és un moviment seglar de l'Església catòlica, sorgit a Colòmbia. També es coneix amb el nom de «Laics Claretians». L'organització té un objectiu evangelitzador i el seu inspirador és Sant Antoni Maria Claret. Es tracta d'una de les diverses institucions relacionades amb aquest darrer.
El seu origen són els grups de laics que va impulsar sant Antoni Maria Claret, i que van desaparèixer després de la revolució del 1868. El 1938 es recupera la iniciativa, que la Santa Seu va aprovar el 1943. Va passar d'anomenar-se Col·laboradors Claretians a Associats Claretians el 1973, i Seglars Claretians des del 1979.